# Rondeletia (plantengeslacht)
Rondeletia is een geslacht van planten uit de sterbladigenfamilie (Rubiaceae). De soorten komen van nature uitsluitend voor in het neotropisch gebied. De wetenschappelijke naam van het geslacht werd in 1753 gepubliceerd in Species plantarum door Linnaeus, nadat die in 1703 was voorgesteld door Charles Plumier. De typesoort is Rondeletia americana L.. Het geslacht is vernoemd naar Guillaume Rondelet. Er worden ongeveer 160 soorten in het geslacht geplaatst, maar een studie waarvan de resultaten in 2010 werden gepubliceerd, maakt aannemelijk dat het geslacht in deze vorm niet monofyletisch is, en dus zal moeten worden opgesplitst.
Rondeletia odorata wordt op enige schaal als cultuurplant toegepast.